# Ryedale
Ryedale war ein District in der Grafschaft North Yorkshire in England. Verwaltungssitz war die Stadt Malton. Weitere bedeutende Orte sind Norton-on-Derwent und Pickering.
Der Bezirk wurde am 1. April 1974 gebildet und entstand aus der Fusion verschiedener Gebietskörperschaften. Vom East Riding of Yorkshire waren dies der Urban District Norton und der Rural District Norton, vom North Riding of Yorkshire die Urban Districts Malton und Pickering sowie die Rural Districts Flaxton, Helmsley, Kirkbymoorside, Malton und Pickering. Im Jahr 1996 verlor der Distrikt fast die Hälfte der Bevölkerung, als zahlreiche Dörfer im Südwesten der neuen Unitary Authority der Stadt York hinzugefügt wurden. Der Bezirk bestand bis 2023.
Koordinaten: 54° 8′ N, 0° 47′ W